# صغبین
صغبین (به عربی: صغبین) یک منطقهٔ مسکونی در لبنان است که در استان بقاع واقع شده‌است. صغبین ۱٬۱۴۵ متر بالاتر از سطح دریا واقع شده‌است.